# Гаджієв Даніял Магометович
Даніял Магометович Гаджієв  (каз. Даниял Магомедович Гаджиев, 20 лютого 1986) — казахський борець, олімпійський медаліст.

## Виступи на Олімпіадах
| Олімпіада   | Дисципліна                    | Місце |
| ----------- | ----------------------------- | ----- |
| Лондон 2012 | греко-римська боротьба, 84 кг | =3    |